# Саватије и Зосим
Преподобни Саватије и Зосим су хришћански православни светитељи. Они су оснивачи подвижничке обитељи на Соловецком острву у Белом мору. У овој Соловецкој обитељи прославили су се многи велики светитељи. Свети Саватије је умро 1435, а Зосим 1478. године.
Српска православна црква слави их 17. априла по црквеном, а 30. априла по грегоријанском календару.